# Anadia bumanguesa
Anadia bumanguesa là một loài thằn lằn trong họ Gymnophthalmidae. Loài này được Rueda-Almonacid & Caicedo mô tả khoa học đầu tiên năm 2004.